# Heidesheim (Ingelheim am Rhein)
Heidesheim ist seit dem 1. Juli 2019 ein Ortsbezirk der Stadt Ingelheim am Rhein im Landkreis Mainz-Bingen in Rheinhessen in Rheinland-Pfalz. Die ehemalige Gemeinde Heidesheim am Rhein war bis Juni 2019 Verwaltungssitz der aufgelösten Verbandsgemeinde Heidesheim am Rhein.

## Geographie

### Lage

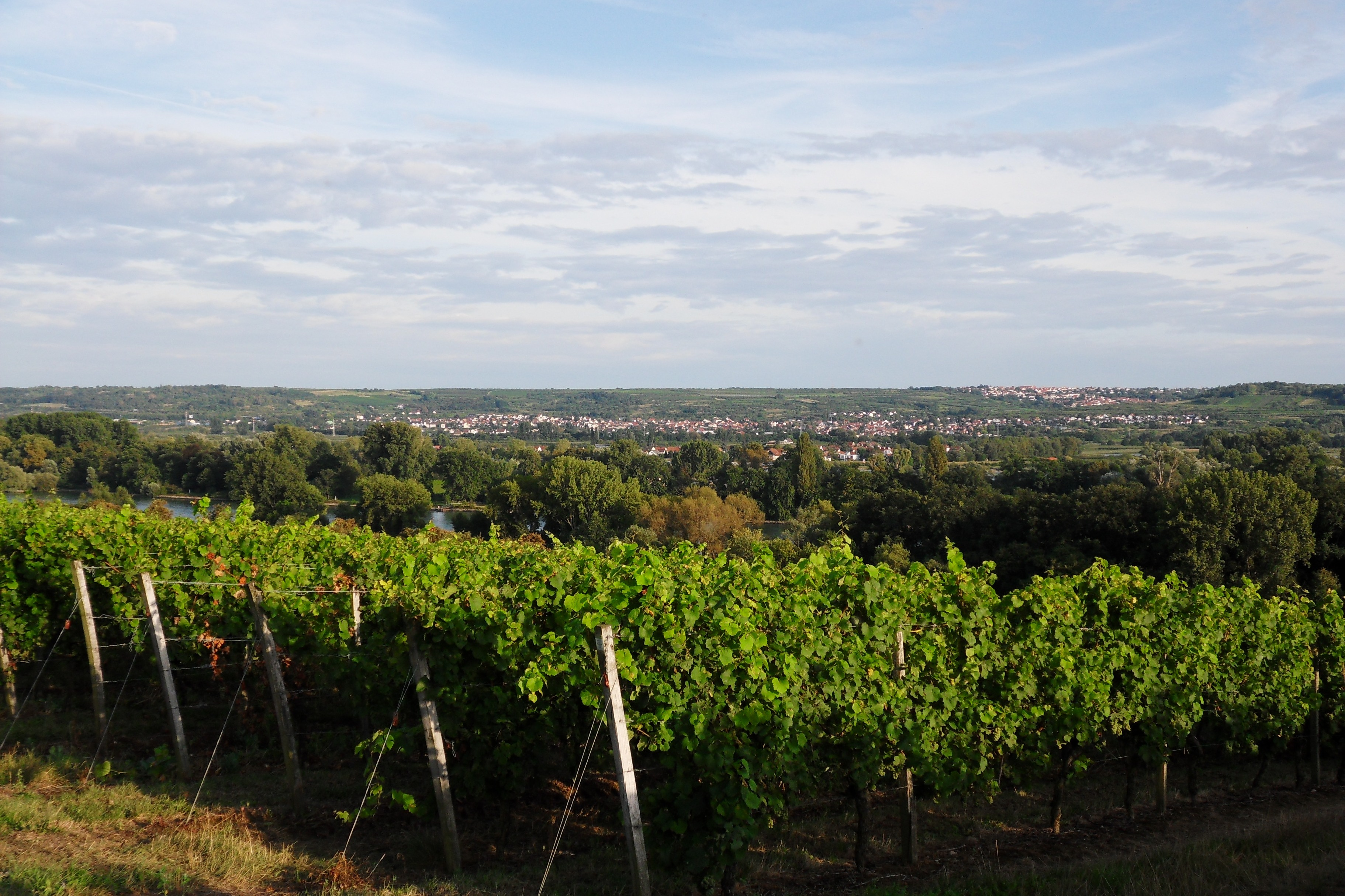
Blick über den Rhein von Erbach aus auf das halb von Bäumen verdeckte Heidenfahrt, dahinter Heidesheim und ganz oben Wackernheim

Heidesheim liegt im Norden von Rheinhessen, wenige Kilometer westsüdwestlich des bei der Landeshauptstadt Mainz gelegenen Rheinknies. Die Stadtmitte von Ingelheim liegt ca. 5 Kilometer südwestlich des Ortsbezirks. Die Gemarkung reicht im Norden bis in die Mitte der Fahrrinne des Rheins, der hier eine seiner breitesten Stellen aufweist, und schließt so die Königsklinger Aue mit ein. Es schließt sich am Ufer hinter dem Hochwasserdeich in etwa 82 m Höhe eine sandige Ebene an, die namentlich für Spargelanbau genutzt wird und von Obstbäumen bestanden ist. Gleich hinter dem Deich liegt südwestlich der Königsklinger Aue der Ortsteil Heidenfahrt. Von hier aus gab es früher, bevor die Strömungsleitwerke der Mariannenaue nach Osten erweitert worden waren, eine Fährverbindung nach Erbach (Rheingau). Östlich der Königsklinger Aue und nördlich des Hechtsees befindet sich der schmale Altrhein Haderaue.
Der Kernort von Heidesheim liegt etwa 2 Kilometer südlich des bei der Nonnenaue gelegenen Rheinufers in hochwassersicherer Lage am Nordfuß des Rheinhessischen Hügellandes. Das Gemarkungsgebiet zieht sich von dort aus weiter die Hänge dieses Hügellandes hinauf und erreicht im Süden an der Gemarkungsgrenze zu Wackernheim und zugleich an der Grenze zu Mainz – nördlich der Siedlung Mainz-Layenhof etwa 215 m Höhe; östlich des Kernorts liegt der Höllenberg (207 m). Wo es die Lücken im Obstbaumbestand zulassen, bietet sich ein weiter Blick über den Rhein in den Rheingau, bis hinauf zum westlichsten Teil des Taunushauptkamms, dem Rheingaugebirge mit der Kalten Herberge und der Hallgarter Zange als den höchsten Erhebungen im Zentrum. Im Osten, bei Uhlerborn, an der Grenze zu Budenheim, hat Heidesheim Anteil an einem der wenigen rheinhessischen Waldgebiete (Lennebergwald).
An der pfälzisch-rheinhessischen Grenze liegt das gleichnamige Heidesheim.

### Gliederung
Heidesheim umfasst die Ortsteile Heidesheim, Heidenfahrt und Uhlerborn. Zur Gemarkung gehören auch die Wohnplätze Claushof, Hof Eltviller Aue, Mainzer Landstraße, Hof Nonnenaue, Rheingoldruhe und Sandhof.

### Nachbargemeinden
Folgende Städte und Gemeinden grenzen an den Ortsbezirk Heidesheim, sie werden im Uhrzeigersinn im Norden beginnend genannt:
- rechtsrheinisch (nördlich des Rheins) Eltville am Rhein
- linksrheinisch (südlich des Rheins) die Gemeinde Budenheim, der Mainzer Stadtteil Finthen und die Ingelheimer Nachbarstadtteile Wackernheim und Nieder-Ingelheim

## Geschichte

Etwa 33 Millionen Jahre alter Kalkstein aus dem Tertiär, Meer des Mainzer Becken

Zahlreiche Funde aus vor- und frühgeschichtlicher Zeit belegen, dass die Gemarkung Heidesheim am Rhein seit dem Neolithikum (der Jungsteinzeit, 5500 bis 2200 v. Chr.) besiedelt war. Es handelt sich zumeist um Zufallsfunde. In römischer Zeit stand nördlich des heutigen Ortskerns im Feld eine ausgedehnte villa rustica, die nach dem Einfall der Germanen Anfang des 5. Jahrhunderts n. Chr. aufgegeben wurde. In ihren Mauern errichtete man die St.-Georgs-Kapelle, um die sich nach der Mitte des 7. Jahrhunderts fränkische Siedler niederließen. Der Name der Gemeinde soll auf den Hof eines fränkischen Adligen mit Namen Heisino zurückgehen.
Der Ort wird als Heisinisheim bzw. Hasinisheim erstmals in Schenkungen an das Kloster Lorsch genannt, deren früheste aus dem Jahr 762 zu stammen vorgibt, in Wirklichkeit aber erst im September der Jahre 765 bis 768 erfolgt sein kann. Die erste gesicherte Datierung lautet auf den 5. Juli 768. Insgesamt verzeichnet der Codex Laureshamensis in Heidesheim zwischen 765 bzw. 768 und 794 zehn Stiftungen für Kloster Lorsch, von denen allerdings keine in späteren Urkunden auftaucht. Dieser Umstand lässt vermuten, dass Lorsch seine Heidesheimer Besitzungen bereits eingetauscht oder verkauft hatte, als der Codex in den Jahren 1183 bis 1195 zu Pergament gebracht wurde.
Eine breitere urkundliche Überlieferung zu Heidesheim setzt erst um das Jahr 1150 ein. Damals verfügte die Abtei Altmünster zu Mainz in der Gemeinde über ausgedehnten Grundbesitz und die Hälfte aller Zehnten. Ob diese von den Rheingrafen stammten, wie immer wieder zu lesen ist, bleibt zu belegen. Daneben fiel dem Kloster Eberbach im Jahr 1145 erster Besitz in Walsheim zu, der den Grundstock zum Sandhof legte. Schließlich werden 1158 erstmals die Herren von Winternheim erwähnt, die sich später nach der Burg Windeck Herren von Winterau nannten. Neben diesen drei Parteien, welche die Überlieferung beherrschen, verfügten andere Mainzer Klöster und ortsansässige Familien über Grundbesitz und Rechte.
Während die Herren von Winternheim in der ersten Hälfte des 12. Jahrhunderts damit begannen, die Burg Windeck zu errichten, blieb die um die St.-Georgs-Kapelle gelegene Siedlung offenbar nicht oder wenigstens nicht hinreichend befestigt: Als Erzbischof Konrad I. von Wittelsbach sich im Jahr 1200 anschickte, die 1163 auf Befehl Kaiser Friedrichs I. geschleifte Stadtmauer von Mainz wieder aufzubauen, verpflichtete er zahlreiche Dörfer im Umland der Stadt, einzelne Abschnitte zu errichten. Die Einwohner von Heidesheim mussten fünf Zinnen beisteuern, bewaffnen und unterhalten, wofür sie in der Stadt Schutz, Wehr, Marktrecht, freien Kauf und Verkauf genossen.
Neben Besitz und Einkünften hatte Altmünster die Vogtei von Heidesheim und damit die Hoheitsrechte am Ort inne. Die Vogtei ging im Lauf der Jahrhunderte durch zahlreiche Hände: Dass sie nach 1250 bei den Herren von Biegen lag, die sie Altmünster am 13. Februar 1285 zurückgaben, trifft freilich nicht zu. Die einschlägige Urkunde ist nicht auf Heidesheim, sondern auf Hattenheim im Rheingau zu beziehen. Sicher ist dagegen, dass das Kloster am 31. Januar 1326 Werner von Winterau und seine männlichen Erben zu Vögten des Dorfes berief. Das Geschlecht der Herren von Winterau starb vor dem 12. April 1372 aus, an welchem Tag eine Urkunde Wilhelm von Scharpenstein als Vogt verbürgt. Von ihm ging die Vogtei am 14. Juli 1385 als männliches Erblehen an Dietrich Huth von Sonnenberg über.
Am 17. Januar 1414 beurkundete der Mainzer Erzbischof Johann II. von Nassau, dass Äbtissin und Konvent von Altmünster zu Mainz dem Erzstift ein Drittel des Gerichts zu Heidesheim übergeben hatten. Ausgenommen waren die Vogtei mit allem Zubehör sowie die Einkünfte und der Besitz, die zum Hof des Klosters gehörten; sie verbriefte der Erzbischof mit Zustimmung von Domdekan und Domkapitel dem Kloster auf ewig. Auch sollte Altmünster künftig von allen Kontributionen und Abgaben befreit sein, die Erzbischof oder Domkapitel erhoben. Beide gelobten, das Kloster künftig in seinem gesamten Besitz und all seinen Rechten – insbesondere in den verbleibenden zwei Dritteln des Gerichts zu Heidesheim – zu schützen und zu verteidigen. Der Mainzer und Magdeburger Erzbischof Kardinal Albrecht von Brandenburg bestätigte die Verfügung seines Vorgängers am 22. Oktober 1522.
Derartige Geschäfte, mit denen Mainzer Stifte und Klöster Hoheitsrechte, die sie aus eigener Kraft schwerlich behaupten konnten, dem Erzbischof gegen Zusicherung und Schutz ihrer Besitzrechte abtraten, wurden in der Folge häufig geschlossen. Im Falle von Heidesheim führte die Übertragung dazu, dass fortan am Ort neben den Vogt des Klosters Altmünster ein Amtmann des Erzbischofs trat. Als erzbischöfliche Amtmänner in Heidesheim sind nach 1414 belegt: Im Jahr 1481 Johann Langwerth von Simmern und von 1565 bis 1584 der Mainzer Domkantor Heinrich von Stockheim. Als von Altmünster belehnte Vögte sind überliefert: Von 1468 bis 1489 Philipp von Stockheim; in den Jahren 1489 bis 1524 Graf Emmerich von Nassau und seine männlichen Erben; von 1524 bis 1537 Ritter Rabe von Liebenstein; von 1537 bis 1553 Hans Sifrid vom Oberstein; und ab dem Jahr 1553 zunächst Konrad, dann Hans Georg von Bicken. Dass Amtmann und Vogt sich häufig aneinander rieben, belegen zwei Prozesse, die Heinrich von Stockheim und Hans Georg von Bicken vor dem Reichskammergericht austrugen.
Als Hans Georg von Bicken erkannte, dass ihm männliche Erben versagt bleiben würden, bat er den Mainzer Erzbischof Wolfgang von Dalberg am 10. November 1598 darum, die ihm und seinen Vettern als Mannlehen übertragene Heidesheimer Vogtei in ein Erblehen umzuwandeln. Sein Gesuch blieb ohne Antwort. Als er um 1608 starb, fiel die Vogtei an Altmünster zurück. Das Kloster nutzte die Gunst der Stunde: Unter Hinweis darauf, dass sie in diesen schwierigen Zeiten den Anforderungen nicht mehr genügen konnten, welche ihnen die verbliebenen zwei Drittel der Hoheitsrechte in Heidesheim abverlangten, boten Äbtissin und Konvent dem Kurfürsten die ihnen verbliebenen zwei Drittel der Herrschaftsrechte in Heidesheim an. Im Gegenzug solle ihnen der Erzbischof – wie schon 1414 und 1522 – Besitz, Rechte und Einkünfte am Ort zusichern. Der Erzbischof akzeptierte die Übertragung zu den genannten Bedingungen noch am selben Tage, was darauf schließen lässt, dass es sich um einen längst abgesprochenen Vorgang handelte.

## Politik

### Ortsbeirat
Heidesheim ist als Ortsbezirk ausgewiesen und wird von einem Ortsbeirat und einer Ortsvorsteherin vertreten.
Der Ortsbeirat besteht aus vierzehn Ortsbeiratsmitgliedern und der Ortsvorsteherin als Vorsitzender. Bei der Kommunalwahl am 9. Juni 2024 wurden die Beiratsmitglieder in einer personalisierten Verhältniswahl gewählt. Die Sitzverteilung im gewählten Ortsbeirat:
| Wahl | SPD | CDU | Grüne | FDP | Linke | FWG a | BLH b | Gesamt   |
| ---- | --- | --- | ----- | --- | ----- | ----- | ----- | -------- |
| 2024 | 4   | 4   | 2     | 1   | –     | 3     | –     | 14 Sitze |
| 2019 | 4   | 3   | 2     | 1   | 1     | –     | 3     | 14 Sitze |

### Ortsvorsteher
Silvia Klengel (parteilos, unterstützt von der SPD) wurde Ende 2020 Ortsvorsteherin von Heidesheim. Bei der Direktwahl am 4. Oktober 2020 hatte sie sich mit einem Stimmenanteil von 57,24 % gegen drei Mitbewerber durchgesetzt. Bei der Direktwahl am 9. Juni 2024 wurde sie mit einem Stimmenanteil von 63,9 % für weitere fünf Jahre in ihrem Amt bestätigt.
Klengels Vorgängerin Kerstin Klein (BLH), die erste Ortsvorsteherin von Heidesheim, hatte das Amt vom 1. Juli 2019 bis zum 31. Juli 2020 ausgeübt. Bei der Stichwahl am 16. Juni 2019 hatte sie sich mit einem Stimmenanteil von 51,39 % gegen Klengel durchgesetzt. Aus persönlichen Gründen trat sie zum 1. August 2020 von ihrem Amt zurück.

### Ehemaliger Gemeinderat

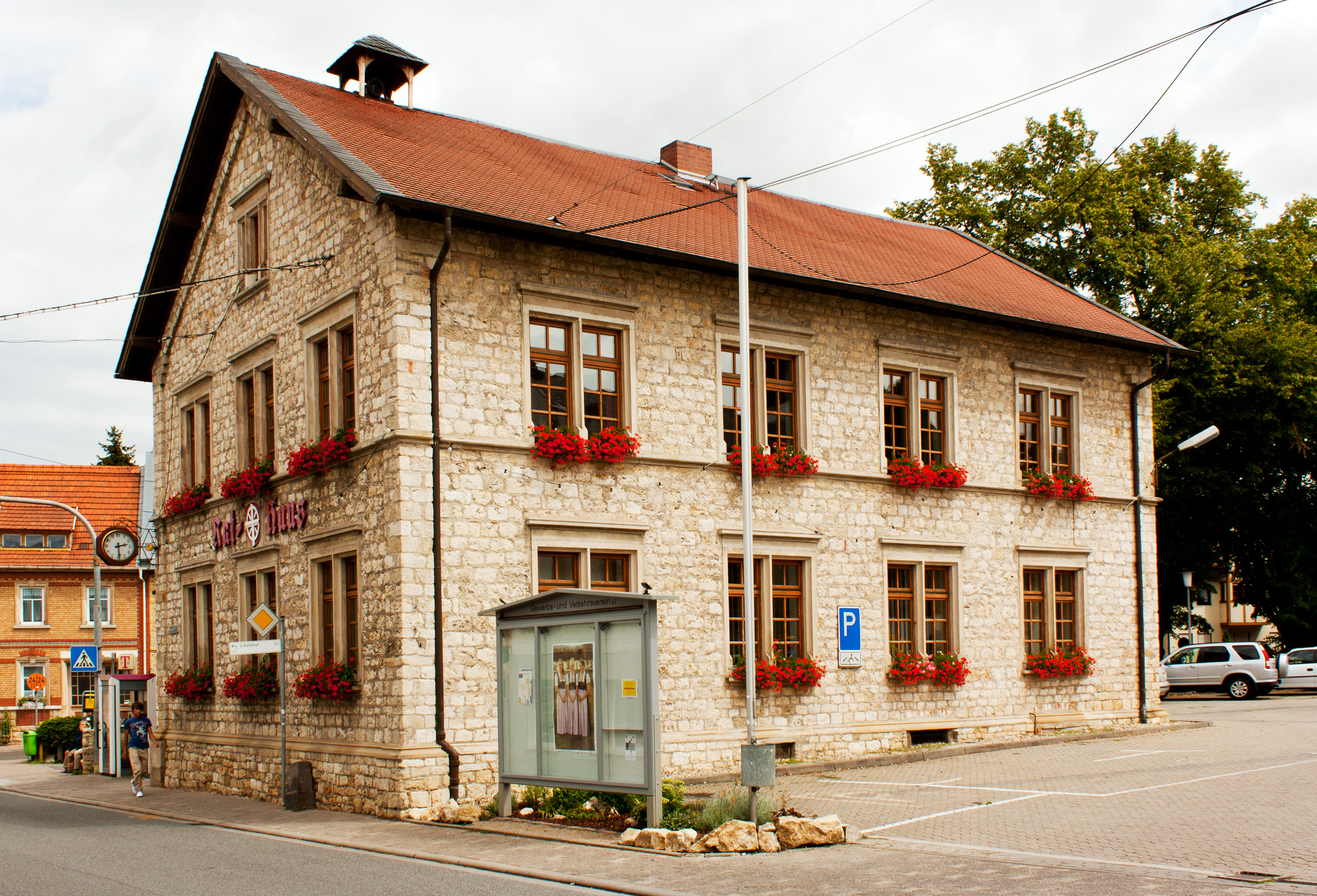
Rathaus

Der frühere Gemeinderat in Heidesheim bestand aus 22 Ratsmitgliedern, die zuletzt bei der Kommunalwahl am 25. Mai 2014 in einer personalisierten Verhältniswahl gewählt wurden, und dem ehrenamtlichen Ortsbürgermeister Martin Weidmann (SPD) als Vorsitzendem.
Ehemalige Sitzverteilung im Gemeinderat:
| Wahl | SPD | CDU | Grüne | FDP | Linke | FWG | BL | BLH | Gesamt   |
| ---- | --- | --- | ----- | --- | ----- | --- | -- | --- | -------- |
| 2014 | 8   | 7   | 2     | 1   | 1     | 1   | 0  | 2   | 22 Sitze |
| 2009 | 5   | 10  | 3     | 1   | 1     | 1   | 1  | –   | 22 Sitze |
| 2004 | 8   | 9   | –     | 2   | –     | 2   | 1  | –   | 22 Sitze |

- FWG = Freie Wählergruppe Heidesheim-Wackernheim e. V.
- BL = Bürgerliste Wackernheim-Heidesheim e. V.
- BLH = Bündnis lebenswertes Heidesheim e. V.

In der Ortsgemeinderatssitzung vom 17. November 2015 trat das Ratsmitglied der Partei Die Linke von seinem Mandat zurück. Alle Nachrück-Kandidaten der Linken haben ihr Mandat daraufhin ebenfalls ausgeschlagen, sodass dieser Sitz im Ortsgemeinderat für den Rest der Wahlperiode unbesetzt blieb.

### Eingemeindung nach Ingelheim
Am 11. Oktober 2015 stimmten die Bewohner in einem Bürgerentscheid mit fast 95 Prozent für eine Eingemeindung in die Nachbarstadt Ingelheim. In einem weiteren Bürgerentscheid stimmte Ingelheim der Eingemeindung am 8. November zu, sodass die Ortsgemeinde Heidesheim und auch das benachbarte Wackernheim am 1. Juli 2019 ein Stadtteil von Ingelheim wurde. Die Verbandsgemeinde Heidesheim wurde damit aufgelöst.

### Wappen
| Wappen von Heidesheim | Blasonierung: „In Rot ein nabenloses vierspeichiges silbernes Rad, bedeckt mit einem durchgehenden geschliffenen silbernen Balkenkreuz.“ |
| Wappen von Heidesheim | |

### Gemeindepartnerschaften
- 1964: Auxonne, Burgund, Frankreich
- 1990: Egstedt, Erfurt, Thüringen
- 1990: Waltersleben, Erfurt, Thüringen

## Kultur und Sehenswürdigkeiten

### Bauwerke

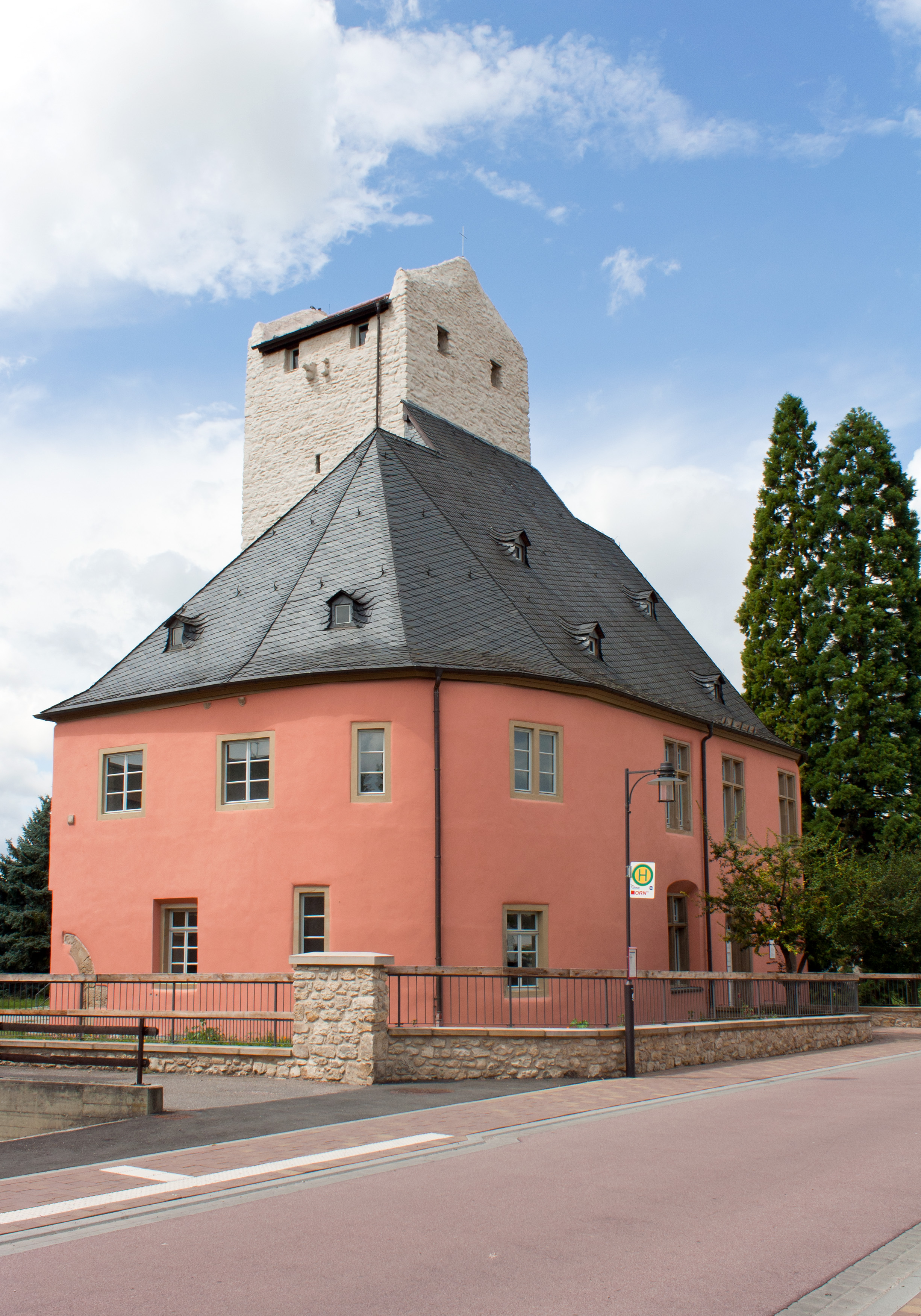
Burg Windeck

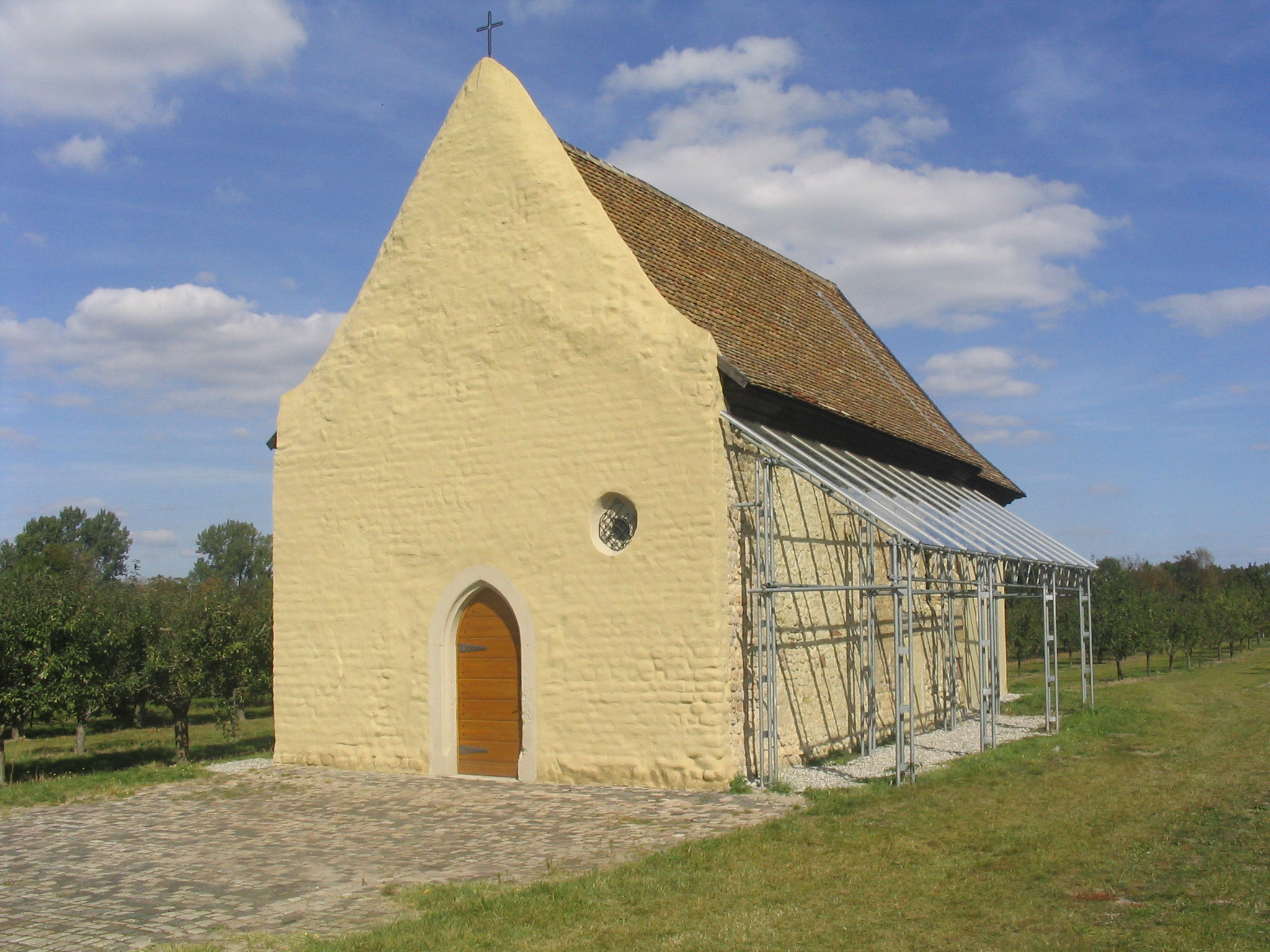
Kapelle St. Georg

Die St.-Georgs-Kapelle im Norden von Heidesheim zwischen Bahnlinie und Autobahn 60 von Rüsselsheim nach Bingen in Obstfeldern gelegen.
Am Bahnhof befindet sich die Turmburg Burg Windeck aus dem 13. Jahrhundert. Sie wurde Anfang des 21. Jahrhunderts aufwendig saniert.
Die Schlossmühle liegt am südwestlichen Ortsrand von Heidesheim, am Fuß der Flur Sommerau.

### Regelmäßige Veranstaltungen
- Erster Sonntag im Mai: Kerb
- Erster Sonntag im Oktober: Erntedankfest mit sonntäglichem Festzug

## Wirtschaft und Infrastruktur

### Verkehr

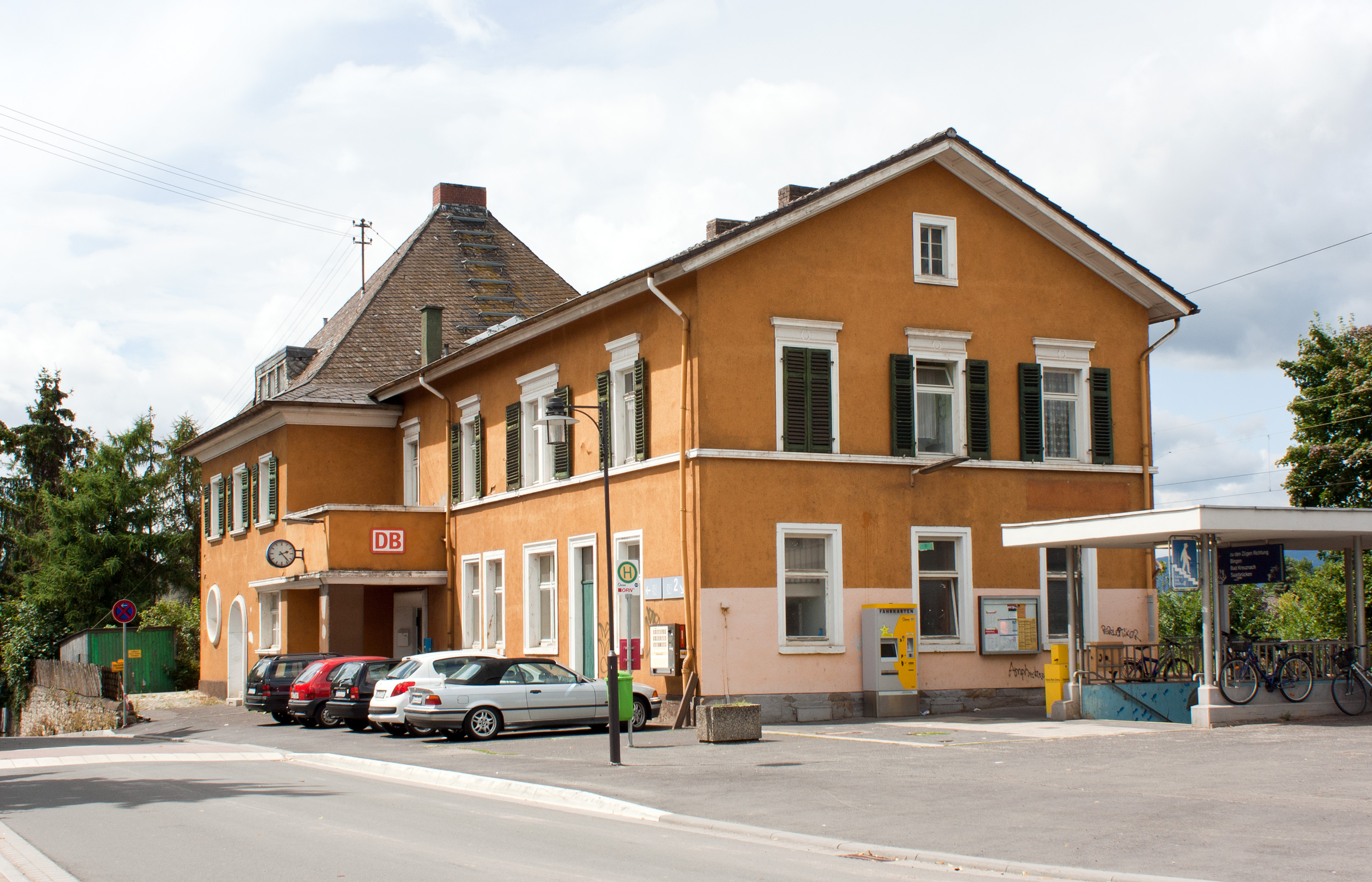
Empfangsgebäude von Heidesheim (Rhh.)

#### Schienenverkehr
Der Bahnhof Uhlerborn und der Haltepunkt Heidesheim (Rhh.) liegen beide an der linken Rheinstrecke (KBS 470) und heute auf dem Gebiet des Ortsbezirks Heidesheim. Der Streckenabschnitt wurde hier von der Hessischen Ludwigsbahn gebaut und zum 17. Oktober 1859 in Betrieb genommen.
Heidesheim war ein Bahnhof, der 1970 zum Haltepunkt wurde. 1904 wurde er in Heidesheim: i. Rheinhessen umbezeichnet. Später wurde Heidesheim (Rheinhess) verwendet, heute Heidesheim (Rhh.).
Der Bahnhof Uhlerborn und der Haltepunkt Heidesheim (Rhh.) werden heute im Schienenpersonennahverkehr bedient. Die nächsten Fernverkehrshalte befinden sich in Bingen und Mainz.
| Linie | Verlauf | Takt                                    |
| ----- | --- | --------------------------------------- |
| RB 26 | MittelrheinBahn: (Köln/Bonn Flughafen –) (nur im Nachtverkehr) Köln Messe/Deutz – Köln Hbf – Köln West – Köln Süd – Hürth-Kalscheuren – Brühl – Sechtem – Roisdorf – Bonn Hbf – Bonn UN Campus – Bonn-Bad Godesberg – Bonn-Mehlem – Rolandseck – Oberwinter – Remagen – Sinzig (Rhein) – Bad Breisig – Brohl – Namedy – Andernach – Weißenthurm – Mülheim-Kärlich – Koblenz-Lützel – Koblenz Stadtmitte – Koblenz Hbf – Rhens – Spay – Boppard Hbf – Boppard-Bad Salzig – Boppard-Hirzenach – Sankt Goar – Oberwesel – Bacharach – Niederheimbach – Trechtingshausen – Bingen (Rhein) Hbf – Bingen (Rhein) Stadt – Bingen-Gaulsheim – Gau Algesheim – Ingelheim – Heidesheim (Rheinhessen) – Uhlerborn – Budenheim – Mainz-Mombach – Mainz Hbf Stand: Fahrplanwechsel Dezember 2021 | 60 min 30 min (Bingen–Mainz wochentags) |

#### Straßenverkehr
Heidesheim liegt an der Autobahn A 60, erreichbar über die beiden Anschlussstellen 16 Ingelheim Ost westlich und 17 Heidesheim östlich des Ortes.
Heidesheim wird von drei Buslinien bedient. Über die Linien 79 und 80 besteht Anschluss an das Liniennetz der Mainzer Mobilität. Die Linie 79 verkehrt täglich mindestens im Stundentakt über Heidenfahrt nach Ingelheim, in der Gegenrichtung über Gonsenheim nach Mainz. Die Linie 80 fährt Montag–Freitag über Wackernheim nach Ingelheim, in der Gegenrichtung über Budenheim nach Mainz. Die Linie 614 des Ingelheimer Stadtbusverkehrs fährt durch Heidesheim und den Ortsteil Heidenfahrt auf der Strecke zwischen Ingelheim-West und Wackernheim.

### Ansässige Unternehmen
Im Gewerbegebiet Uhlerborn befinden sich ein Gartencenter, zwei Supermärkte sowie zwei Bäckereien. Dazu kommen noch eine Druckerei, eine Tischlerei, eine Baufirma und einige kleinere Betriebe.

### Bildung
- Grundschule
- Heilpädagogische Waldorfschule
- Steinhöfelschule (Berufsbildende Schule, Fachrichtung Wirtschaft)

## Persönlichkeiten

### Bekannte Söhne und Töchter der ehemaligen Gemeinde
- Karoline Felizitas von Leiningen-Dagsburg-Falkenburg (1734–1810), Gemahlin des Fürsten Karl Wilhelm von Nassau-Usingen
- Joseph Kehrein (1808–1876), Lehrer, Philologe und Historiker
- Joseph Hirschel (1817–1885), katholischer Theologe
- Luise Kurtz (1848–1930), Malerin
- August Greifzu (1873–1949), Architekt
- Georg Lebert (1897–1974), Landtagsabgeordneter, Bürgermeister von Heidesheim
- Gerhard Schreeb (1930–1965), Jugendpolitiker und Hochschuldozent

### Im Ort haben gewirkt
- Alexius Johann (1753–1826), Ordensgeistlicher, Gymnasialprofessor und Komponist, war Pfarrer in Heidesheim
- Baptist Johann (1765–1826), Ordensgeistlicher, war Vikar in Heidesheim
- Wilhelm Metternich (1788–1839), Landtagsabgeordneter und Gutsbesitzer auf dem Sandhof
- Fabrizio Hayer (* 1969), ehemaliger Fußballspieler, Inhaber eines Restaurants in Heidesheim
- Dirk Maus (* 1969), Koch und Restaurantbesitzer auf dem Sandhof
- Nina Klinkel (* 1983), Politikerin und MdL, lebte mehrere Jahre in Heidesheim